# Tine Clevering-Meijerprijs

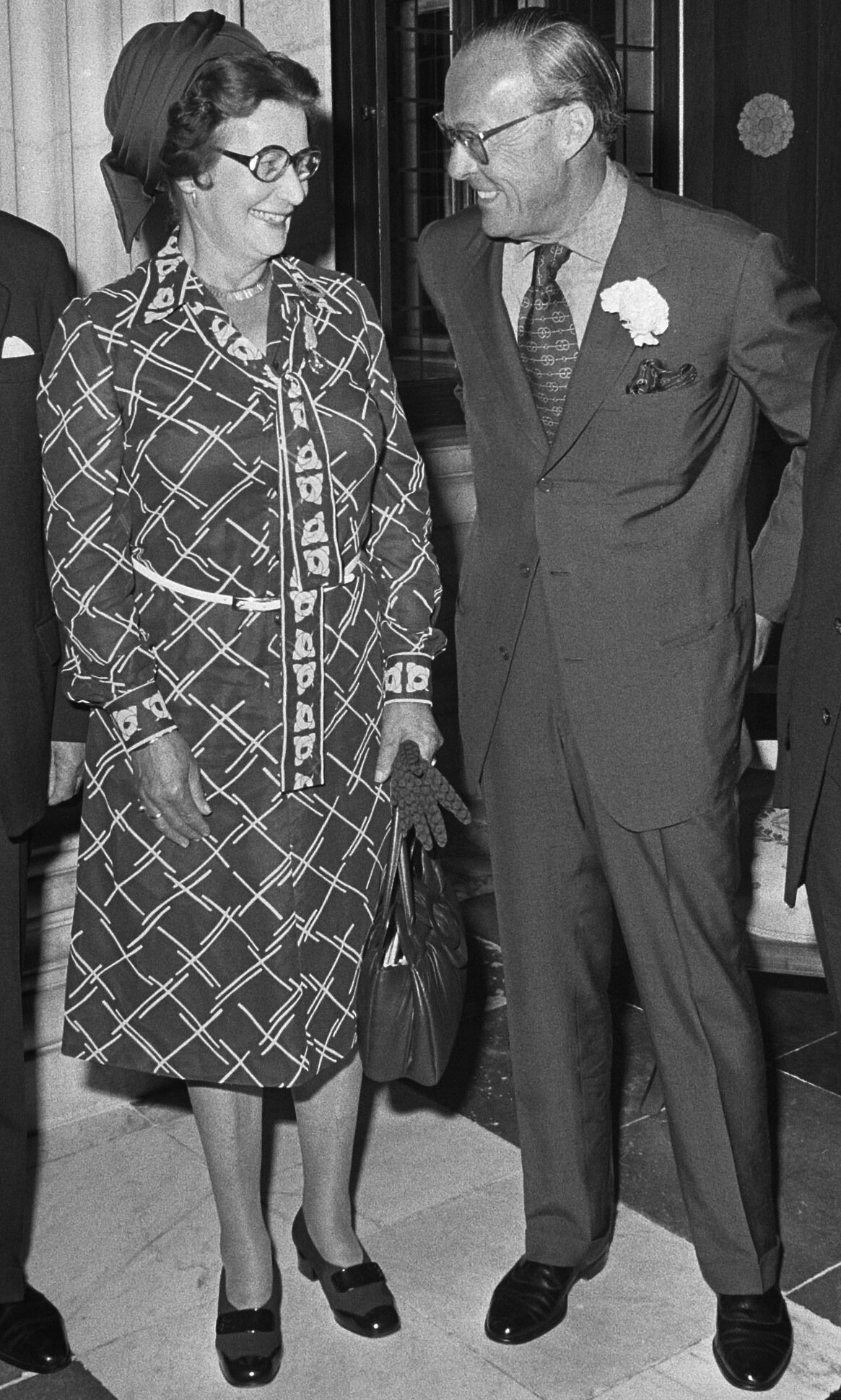
Naamgeefster van de prijs Clevering-Meijer samen met prins Bernhard in 1975

De Tine Clevering-Meijerprijs is in 1993 door het Prins Bernhard Cultuurfonds afdeling Groningen ingestelde aanmoedigingsprijs. Mevrouw Tine F. Clevering-Meijer (1914-1981) was het eerste vrouwelijke bestuurslid van het Anjerfonds Groningen. Zij had bijzondere kennis van klederdracht, borgen (onder andere Verhildersum) en traditionele tuinkunst (onder andere Domies Toen). Ook in vele andere bestuursfuncties heeft zij deze onderwerpen onder de aandacht gebracht. In 1975 kreeg zij hiervoor de Zilveren Anjer uit handen van Z.K.H. Prins Bernhard. Tine Clevering was getrouwd met Ru Clevering.
De prijs, een geldbedrag van € 5.000, werd jaarlijks toegekend aan personen en instellingen die zich bezighouden met beeldende kunst, geschiedenis, letteren, muziek, natuurbehoud en theater. Naast het geldbedrag ontving de laureaat een beeldje van de kunstenaar Eddy Roos.
In 2017 werd de prijs voor het laatst uitgereikt, omdat het Prins Bernard Cultuurfonds in Groningen en de provincie Groningen het "prijzenbeleid" aanpasten en kozen voor gezamenlijke prijzen.

## Overzicht van prijswinnaars
- 1993 - Project Groene Dorpen van de VKDG, Hoogezand
- 1994 - De heer K.G. Bos, Hoogezand
- 1995 - niet uitgereikt wegens onvoldoende kandidaten
- 1996 - Mevrouw Gré van der Veen, Veendam (letteren)
- 1997 - Noord-Nederlands LiedjesFestival, Groningen
- 1998 - Eric Steegstra, Groningen (film)
- 1999 - Iovivat, Garnwerd (toneel)
- 2000 - Danswerkplaats Groningen & Op Roakeldais Warffum (dans)
- 2001 - Commissie 1850 van de Borg Verhildersum, Leens
- 2002 - Oudheidkamer Fredewalda, Tolbert
- 2003 - Gerrit Wassing,Assen
- 2004 - Willem Friedrich, Oudeschans
- 2005 - Annita Swaerts, Ten Boer
- 2006 - Jeugdtheaterschool De Wonderboom, Eenrum
- 2007 - niet uitgereikt
- 2008 - Regionale Wandelstructuur Westerwolde, Wedde
- 2009 - Visserijmuseum, Zoutkamp
- 2010 - Sieger MG, Groningen (dichter)
- 2011 - De Songclub, Café Marleen, Groningen (hedendaagse liedjesschrijvers)
- 2012 - de kunstenaars Sina de Jong en Barry Sprenger de Rover
- 2013 - Festival Hongerige Wolf (theater, muziek, dans, poëzie)
- 2014 - Natuurproject Ons Park in Blauwestad
- 2015 - Stichting Schansenkrijg Westerkwartier, Zuidhorn
- 2016 - Dichter Jan-Willem Dijk voor zijn gedichtenreeks Vanaf hier is alles helder.[2]
- 2017 - Fanfarekorps Hoogezand-Sappemeer met Het Ouder-Kind Orkest[3]